# Yxta Maya Murray
Yxta Maya Murray (Los Ángeles, 1970) es una escritora estadounidense. 
Se graduó "cum laude" en la Universidad de California en Los Ángeles doctorándose en la Universidad Stanford.Actualmente es profesora en la Universidad Loyola Marymount.

## Obras
- Locas, 1998
- What It Takes to Get to Vegas, 2000
- The Conquest: A Novel, 2003
- The Queen Jade: A Novel, 2005
- The King's Gold: An Old World Novel of Adventure, 2008
- The Good Girl's Guide to Getting Kidnapped, 2010

## Premios
- 1999 Whiting Award
- 1996 National Magazine Award for Fiction